# Efekt Avercha-Johnsona
Efekt Avercha-Johnsona – opisuje zachowanie firmy prywatnej poddanej regulacji antymonopolowej poprzez ustalenie maksymalnej stopy zwrotu (rate of return – ROR) od zainwestowanego kapitału. Ustalenie takiej stopy określa maksymalną cenę jednostkową, sprzyjającą efektywności alokacyjnej. W efekcie firma wykazuje jednak skłonność do stosowania nadmiernie kapitałochłonnych technik produkcji, kosztem tych zapewniających efektywność alokacyjną, co zaowocuje zwiększeniem zysków.
H. Averch i L. L. Johnson opisali ten efekt w swojej pracy pod tytułem „Behavior of the Firm under Regulatory Constraint” w roku 1962. Odnosi się on do jednego z najbardziej wpływających na ekonomię regulacyjną zjawiska.